# トリニトロ安息香酸
トリニトロ安息香酸（トリニトロあんそくこうさん、trinitrobenzoic acid、TNBA) とは、芳香族ニトロ化合物である爆薬の一種。淡黄色の固体。通常、2,4,6-トリニトロ安息香酸を指す。
トリニトロトルエンを過塩素酸ナトリウムなどで酸化して製造する。トリニトロベンゼンを合成する際の反応中間体となる。輸送・保管時には安全のため水を10 - 30%程度加え、湿潤状態とする必要がある。